# Fawzi Hassan
Pour les articles homonymes, voir Hassan.
Fawzi Soliman Hassan est un boxeur égyptien né le 23 janvier 1939.

## Carrière
Fawzi Hassan est médaillé d'argent dans la catégorie des poids légers aux Jeux méditerranéens de Naples en 1963.
Il remporte la médaille d'or dans la catégorie des poids légers aux championnats d'Afrique de boxe amateur 1964 à Accra.
Aux Jeux olympiques d'été de 1964 à Tokyo, il est éliminé au deuxième tour dans la catégorie des poids légers par l'Américain Ronnie Harris.
Il remporte la médaille d'or dans la catégorie des poids légers aux championnats d'Afrique de boxe amateur 1966 à Lagos.
Il remporte la médaille de bronze dans la catégorie des poids super-légers aux Jeux méditerranéens d'Izmir en 1971.